# SBK Drafn
A SBK Drafn egy norvég sportegyesület, amelynek van jégkorong, sí és labdarúgó szakosztálya is. A klubot 1910-ben alapították, Drammen városában. A klub színei a zöld és a fehér. A labdarúgócsapat legnagyobb sikerét 1927-ben érte el, amikor az elődöntőben a Kvik Haldent 5–0-ra legyőzve bejutottak a kupadöntőbe, ahol végül 4–0-ra kikaptak az Ørn Horten ellen. A klub 1937 és 1948 között a norvég első osztályban szerepelt.

## Sikerek
Norvég Kupa
- Döntős (1): 1927

## Fordítás
Ez a szócikk részben vagy egészben  a   SBK Drafn című angol Wikipédia-szócikk fordításán alapul.  Az eredeti cikk szerkesztőit annak laptörténete sorolja fel. Ez a jelzés csupán a megfogalmazás eredetét és a szerzői jogokat jelzi, nem szolgál a cikkben szereplő információk forrásmegjelöléseként.

## Külső hivatkozások
- Az egyesület weboldala
- A labdarúgócsapat